# 岸良子
岸 良子（きし よしこ、1901年〈明治34年〉2月16日 - 1980年〈昭和55年〉6月14日）は、日本の56・57代内閣総理大臣である岸信介の妻。山口県出身。

## 経歴
山口県の士族である岸信政の娘として生まれる。実践高等女学校を卒業後、東京帝国大学法学部に在学中だった従兄の岸信介（信政の養子）と結婚を前提に同棲、1919年（大正8年）11月に結婚。
1921年（大正10年）に長男・信和、1928年（昭和3年）に長女・洋子をそれぞれ出産。
1980年（昭和55年）6月14日、心不全のため東京都港区の山王病院で死去。79歳没。